# 喬氏異頭獅魚
喬氏異頭獅魚，為輻鰭魚綱鮋形目杜父魚亞目獅子魚科的一個種，分布於西北太平洋區，包括日本本州、千島群島、鄂霍次克海等海域，棲息深度75-631公尺，為深海底棲性魚類，屬肉食性，體長可達34公分，生活習性不明。

## 擴展閱讀
維基物種上的相關：喬氏異頭獅魚